# عبدالامیر یارالله
عبدالامیر یارالله (انگلیسی: Abdul Amir Yarallah؛ زادهٔ ۱۸ اوت ۱۹۶۴) ارتشبد نیروی زمینی عراق است، که هم‌اکنون به‌عنوان رئیس ستاد کل نیروهای مسلح عراق فعالیت می‌کند. وی فعالیت نظامی را در سال ۱۹۸۴ و در خلال جنگ ایران و عراق آغاز کرد. او پیش‌تر فرمانده نیروی زمینی عراق بود.